# Ladumyrtjärnen, Medelpad
Ladumyrtjärnen är en sjö i Ånge kommun i Medelpad och ingår i Ljungans huvudavrinningsområde.